# Medwedew-Skala
Die Medwedew-Skala ist eine von Sergei Wassiljewitsch Medwedew entwickelte Intensitätsskala für Erdbeben. Auf ihrer Grundlage wurde 1950 die in der UdSSR lange Zeit gültige 12-teilige GEOFIAN-Skala erarbeitet.
Anders als Magnitudenskalen, zum Beispiel die häufig zitierte Richterskala, beschreiben Intensitätsskalen wie die JMA-Skala, die EMS-Skala oder die Mercalliskala die Auswirkungen eines Erdbebens an der Oberfläche und können deshalb für ein einzelnes Beben an verschiedenen Orten unterschiedliche Stärken wiedergeben.
Die Medwedew-Skala ist im Gegensatz zu vielen der heutigen Intensitätsskalen neunstufig. Da die Skala die Intensität eines Erdbebens anhand der Schäden an Gebäuden beschreibt, sind die ersten fünf Stufen leer.
Die einzelnen Stufen der Medwedew-Skala sind im Folgenden beschrieben. Die Abkürzung D leitet sich vom englischen Wort Displacement ab und bezeichnet die Reaktion eines gedämpften Oszillators mit einer Periode von 0,25 Sekunden. V bedeutet hier die maximal erreichte Geschwindigkeit an der Erdoberfläche, MB bedeutet „Maximale Beschleunigung“ und gibt die durch Erdbebenwellen erzeugte und an der Erdoberfläche wirkende Beschleunigung an. Für die Schadwirkung eines Bebens sind vor allem die parallel zur Erdoberfläche wirkenden horizontalen Kräfte von Bedeutung, da Gebäude im Normalfall so konstruiert sind, dass sie vertikal wirkende Kräfte aufnehmen können.
| Intensität | D (mm) | V (cm/s) | MB (cm/s2) | Strukturelle Gebäudeschäden                                                    | Strukturelle Gebäudeschäden | Strukturelle Gebäudeschäden | Strukturelle Gebäudeschäden | Geotechnische Schäden |
| Intensität | D (mm) | V (cm/s) | MB (cm/s2) | Schadens- grad                                                                 | Typ A                       | Typ B                       | Typ C                       | Geotechnische Schäden |
| ---------- | ------ | -------- | ---------- | ------------------------------------------------------------------------------ | --------------------------- | --------------------------- | --------------------------- | --- |
| VI         | 1,5–3  | 3–6      | 30–60      | 1                                                                              | 50 %                        | 10 %                        |                             | Gelegentlich Erdrutsche, vor allem in den Bergen, Erdspalten werden sichtbar mit Weiten von bis zu einem Zentimeter. In manchen Quellen und Brunnen können sich Wasserstand und Quellschüttung ändern. |
| VI         | 1,5–3  | 3–6      | 30–60      | 2                                                                              | 10 %                        |                             |                             | Gelegentlich Erdrutsche, vor allem in den Bergen, Erdspalten werden sichtbar mit Weiten von bis zu einem Zentimeter. In manchen Quellen und Brunnen können sich Wasserstand und Quellschüttung ändern. |
| VII        | 3–6    | 6,1–12   | 61–120     | 1                                                                              |                             |                             | 50 %                        | Gelegentliche Erdrutsche und Straßenschäden an steilen Hängen sowie an Uferböschungen aus losem Material wie Sand oder Kies. Rohrverbindungen im Untergrund können brechen. Quellen können versiegen oder neu entstehen, der Wasserstand in Brunne ändert sich. |
| VII        | 3–6    | 6,1–12   | 61–120     | 2                                                                              |                             | 50 %                        | 10 %                        | Gelegentliche Erdrutsche und Straßenschäden an steilen Hängen sowie an Uferböschungen aus losem Material wie Sand oder Kies. Rohrverbindungen im Untergrund können brechen. Quellen können versiegen oder neu entstehen, der Wasserstand in Brunne ändert sich. |
| VII        | 3–6    | 6,1–12   | 61–120     | 3                                                                              | 50 %                        | 10 %                        |                             | Gelegentliche Erdrutsche und Straßenschäden an steilen Hängen sowie an Uferböschungen aus losem Material wie Sand oder Kies. Rohrverbindungen im Untergrund können brechen. Quellen können versiegen oder neu entstehen, der Wasserstand in Brunne ändert sich. |
| VII        | 3–6    | 6,1–12   | 61–120     | 4                                                                              | 10 %                        |                             |                             | Gelegentliche Erdrutsche und Straßenschäden an steilen Hängen sowie an Uferböschungen aus losem Material wie Sand oder Kies. Rohrverbindungen im Untergrund können brechen. Quellen können versiegen oder neu entstehen, der Wasserstand in Brunne ändert sich. |
| VIII       | 6–12   | 12,1–24  | 121–240    | 1                                                                              |                             |                             |                             | Im Bereich steiler Hänge etwa in Straßeneinschnitten und Böschungen ereignen sich kleine Erdrutsche. Erdspalten bilden sich mit Weiten von mehreren Zentimetern. Bildung von neuen Gewässern und starke Änderung in Quellschüttungen und im Grundwasserstand in Brunnen. Trockenfallen von Brunnen, in einigen Fällen auch erneute Wasserführung in vorher trockenen Brunnen.         |
| VIII       | 6–12   | 12,1–24  | 121–240    | 2                                                                              |                             |                             | 50 %                        | Im Bereich steiler Hänge etwa in Straßeneinschnitten und Böschungen ereignen sich kleine Erdrutsche. Erdspalten bilden sich mit Weiten von mehreren Zentimetern. Bildung von neuen Gewässern und starke Änderung in Quellschüttungen und im Grundwasserstand in Brunnen. Trockenfallen von Brunnen, in einigen Fällen auch erneute Wasserführung in vorher trockenen Brunnen.         |
| VIII       | 6–12   | 12,1–24  | 121–240    | 3                                                                              |                             | 50 %                        | 10 %                        | Im Bereich steiler Hänge etwa in Straßeneinschnitten und Böschungen ereignen sich kleine Erdrutsche. Erdspalten bilden sich mit Weiten von mehreren Zentimetern. Bildung von neuen Gewässern und starke Änderung in Quellschüttungen und im Grundwasserstand in Brunnen. Trockenfallen von Brunnen, in einigen Fällen auch erneute Wasserführung in vorher trockenen Brunnen.         |
| VIII       | 6–12   | 12,1–24  | 121–240    | 4                                                                              | 50 %                        | 10 %                        |                             | Im Bereich steiler Hänge etwa in Straßeneinschnitten und Böschungen ereignen sich kleine Erdrutsche. Erdspalten bilden sich mit Weiten von mehreren Zentimetern. Bildung von neuen Gewässern und starke Änderung in Quellschüttungen und im Grundwasserstand in Brunnen. Trockenfallen von Brunnen, in einigen Fällen auch erneute Wasserführung in vorher trockenen Brunnen.         |
| VIII       | 6–12   | 12,1–24  | 121–240    | 5                                                                              | 10 %                        |                             |                             | Im Bereich steiler Hänge etwa in Straßeneinschnitten und Böschungen ereignen sich kleine Erdrutsche. Erdspalten bilden sich mit Weiten von mehreren Zentimetern. Bildung von neuen Gewässern und starke Änderung in Quellschüttungen und im Grundwasserstand in Brunnen. Trockenfallen von Brunnen, in einigen Fällen auch erneute Wasserführung in vorher trockenen Brunnen.         |
| VIII       | 6–12   | 12,1–24  | 121–240    | Denkmäler und Säulen werden verschoben, Grabsteine und Gartenmauern stürzen um |                             |                             |                             | Im Bereich steiler Hänge etwa in Straßeneinschnitten und Böschungen ereignen sich kleine Erdrutsche. Erdspalten bilden sich mit Weiten von mehreren Zentimetern. Bildung von neuen Gewässern und starke Änderung in Quellschüttungen und im Grundwasserstand in Brunnen. Trockenfallen von Brunnen, in einigen Fällen auch erneute Wasserführung in vorher trockenen Brunnen.         |
| IX         | 12–24  | 24,1–28  | 241–280    | 1                                                                              |                             |                             | 50 %                        | Beträchtliche Schäden an den Ufern von Stauseen und Wasserreservoirs. Erdleitungen brechen, gelegentliche Verbiegungen von Eisenbahngleisen und Schäden an Straßen. Überflutung von Tälern und häufige Anspülung von Sand und Schlick. Erdspalten können bis zu 10 Zentimeter aufklaffen, an Hängen und Ufern auch mehr. Erdrutsche sind häufig, ganze Berghänge geraten in Bewegung. |
| IX         | 12–24  | 24,1–28  | 241–280    | 2                                                                              |                             | 50 %                        | 10 %                        | Beträchtliche Schäden an den Ufern von Stauseen und Wasserreservoirs. Erdleitungen brechen, gelegentliche Verbiegungen von Eisenbahngleisen und Schäden an Straßen. Überflutung von Tälern und häufige Anspülung von Sand und Schlick. Erdspalten können bis zu 10 Zentimeter aufklaffen, an Hängen und Ufern auch mehr. Erdrutsche sind häufig, ganze Berghänge geraten in Bewegung. |
| IX         | 12–24  | 24,1–28  | 241–280    | 3                                                                              | 50 %                        | 10 %                        |                             | Beträchtliche Schäden an den Ufern von Stauseen und Wasserreservoirs. Erdleitungen brechen, gelegentliche Verbiegungen von Eisenbahngleisen und Schäden an Straßen. Überflutung von Tälern und häufige Anspülung von Sand und Schlick. Erdspalten können bis zu 10 Zentimeter aufklaffen, an Hängen und Ufern auch mehr. Erdrutsche sind häufig, ganze Berghänge geraten in Bewegung. |
| IX         | 12–24  | 24,1–28  | 241–280    | Denkmäler und Säulen stürzen um                                                |                             |                             |                             | Beträchtliche Schäden an den Ufern von Stauseen und Wasserreservoirs. Erdleitungen brechen, gelegentliche Verbiegungen von Eisenbahngleisen und Schäden an Straßen. Überflutung von Tälern und häufige Anspülung von Sand und Schlick. Erdspalten können bis zu 10 Zentimeter aufklaffen, an Hängen und Ufern auch mehr. Erdrutsche sind häufig, ganze Berghänge geraten in Bewegung. |